# 露木茂
露木茂（1940年12月16日—），日本電視演員，前富士電視台電視節目主持人。曾擔任小川宏短劇（小川宏ショー）、FNS歌搖祭（FNS歌謡祭）主持人等節目。現為早稻田大學研究所客座教授與東京國際大學國際關係系教授。

## 關聯條目
- 富士電視台